# Zaandijk
Zaandijk era un comune olandese, adesso parte del comune di Zaanstad, situato nella regione della Zaan (Zaanstreek), nella provincia dell'Olanda Settentrionale.

## Storia
I primi abitanti di Zaandijk furono i membri della famiglia di Hendrik Pietersz che vi si trasferirono nel 1494. Nel 1570 l'insediamento contava 19 case, che vennero incendiate due anni dopo dagli spagnoli durante la guerra degli ottant'anni. Dopo il conflitto Zaandijk risorse e venne ripopolata.
Zaandijk rimase una municipalità autonoma sino al 1974, anno in cui fu accorpata alla nuova città di Zaanstad.

## Sport

### Calcio
Zaandijk è sede del club calcistico ZVV Zaandijk.